# NGC 4935
NGC 4935 é uma galáxia espiral barrada (SBb) localizada na direcção da constelação de Coma Berenices. Possui uma declinação de +14° 22' 41" e uma ascensão recta de 13 horas, 03 minutos e 21,2 segundos.
A galáxia NGC 4935 foi descoberta em 17 de Abril de 1887 por Lewis A. Swift.